# 韩勍
韩勍（9世纪—10世纪），唐朝末年军阀宣武军节度使朱全忠也就是后来的后梁太祖朱晃的部将，后因自危而助太祖子郢王朱友珪弑父篡位。

## 生平

### 早期仕途
天复三年（903年）四月，武昌军节度使杜洪因被淮南节度使杨行密攻打而求救于朱全忠，朱全忠派韩勍率一万步兵屯滠口，并派使者令荆南节度使成汭、武安军节度使马殷、武贞军节度使雷彦威出兵救杜洪。五月，马殷、雷彦威没有出兵救杜洪而是趁成汭出兵袭破荆南军部江陵，成汭与淮南军交战败亡，韩勍闻讯引军撤退。

### 后梁年间

#### 梁太祖年间
乾化二年（912年）六月，梁太祖命儿子左右控鹤都指挥使郢王朱友珪出任莱州刺史，当时后梁被贬者多被赐死，朱友珪害怕自己也如此，换了衣服装作百姓去左龙虎军见统军韩勍说了这件事。韩勍见功臣宿将多因小过失被诛，也害怕不能自保，于是与朱友珪合谋，以牙兵五百人随朱友珪统领的控鹤军入宫埋伏，中夜斩关入宫到寝殿，弑太祖。朱友珪秘不发丧，矫诏称太祖养子博王朱友文入宫作乱而被朱友珪平定，由朱友珪权主军国之务；韩勍为朱友珪谋划，多出府库金帛赏赐诸军及百官以为取悦。朱友文被杀后，朱友珪发丧、宣布遗诏并登基。

#### 朱友珪年间
同年七月，朱友珪以侍卫诸军使韩勍领匡国节度使（治许州）。八月，太祖养子护国节度使冀王朱友谦以朱友珪弑君为由不听朱友珪的命令，朱友珪任韩勍为西面行营招讨使，督感化节度使康怀贞、忠武军节度使牛存节诸军讨伐。九月，又以康怀贞为河中都招讨使，以韩勍为副。李存勖发兵来救朱友谦，梁军败走。
次年二月，太祖子东都留守均王朱友贞诛杀朱友珪并登基，十二月任其弟福王朱友璋为匡国节度使，可见韩勍已不在匡国节度使任上。史书没有记载韩勍的下落，不详他是否因为与朱友珪同谋而遭到朱友贞的清算。